# Milton Keynes Dons Football Club
El Milton Keynes Dons Football Club (/ˌmɪltən ˈkiːnz ˈdɒnz/; de forma abreujada MK Dons) és un club de futbol anglès de la ciutat de Milton Keynes, Buckinghamshire.

## Història

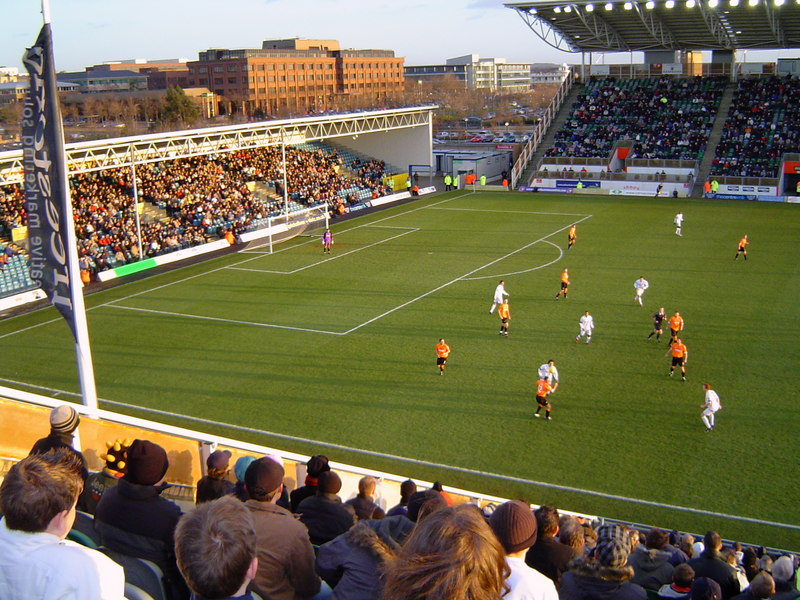
MK Dons (blanc) enfront Blackpool al National Hockey Stadium la temporada 2004-05.

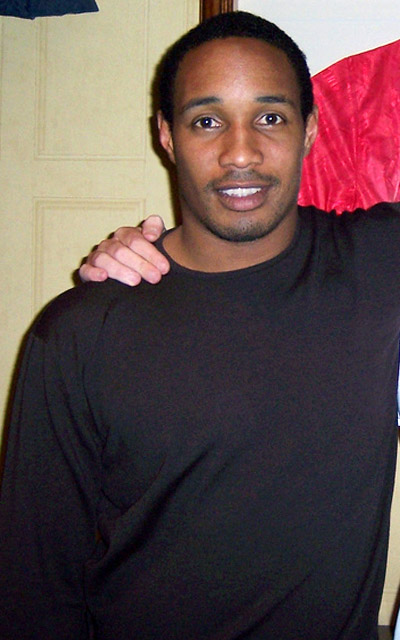
Paul Ince, el 2006, entrenà el club entre 2007 i 2010.

El club nasqué el 21 de juny de 2004, després que el Wimbledon F.C. fos traslladat a la ciutat de Milton Keynes el setembre de 2003. Inicialment el club reclamà la història i palmarès del Wimbledon FC però davant el boicot dels seguidors, el 2007 assumí que es tracta d'un nou club fundat el 2004.
Jugà a la League One la temporada 2004-05, baixant a la League Two després de la temporada 2005-06. Dirigit per Paul Ince, el club guanyà la quarta categoria i el Football League Trophy la temporada 2007-08, ascendint a la League One, on roman la temporada 2012-13.

## Estadi

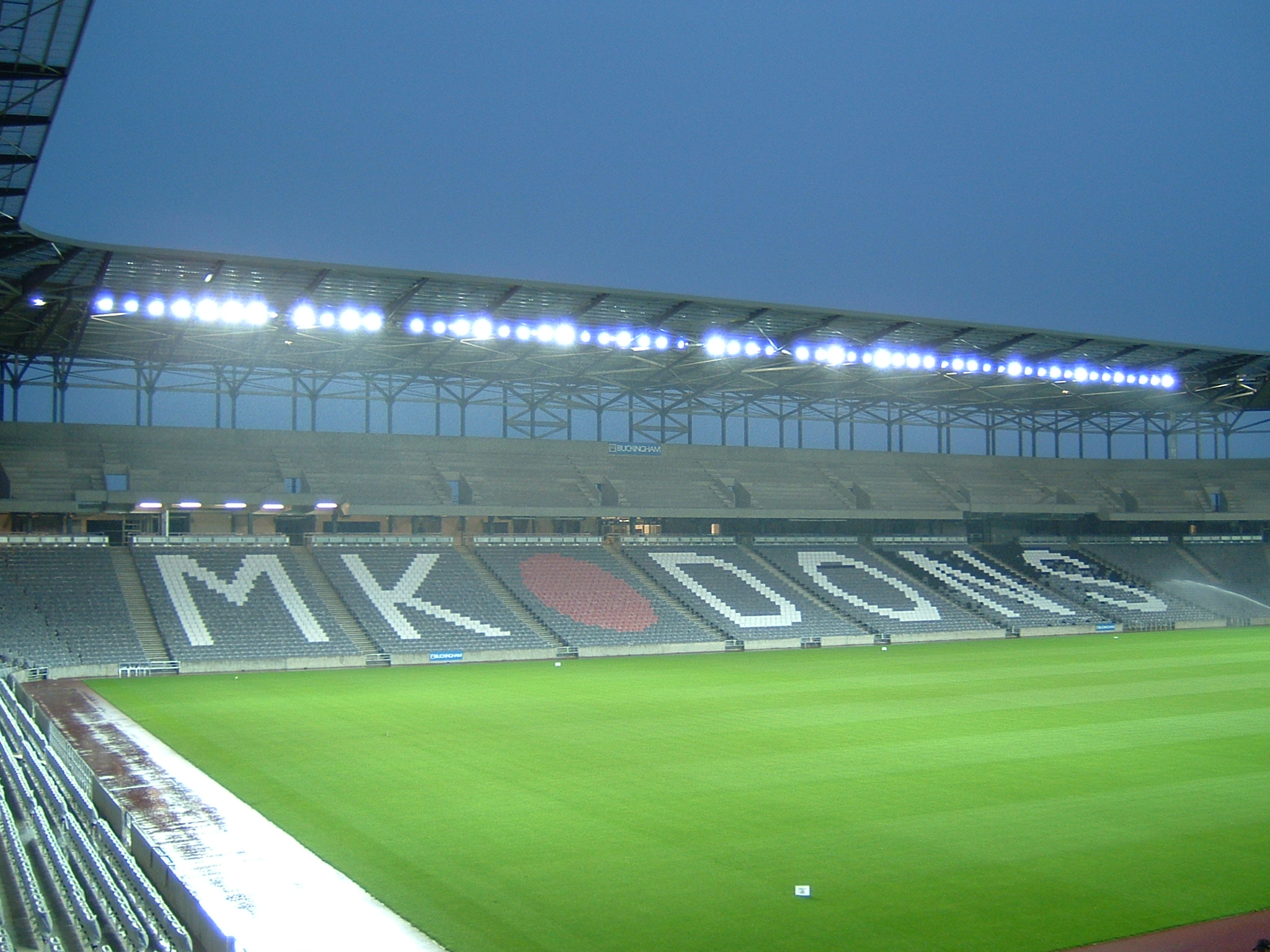
Graderia est de l'stadium mk's el 2007.

El primer estadi del club fou el National Hockey Stadium, el qual fou reconvertit per la pràctica del futbol. El 18 de juliol del 2007 jugà el primer partit al nou stadium mk en un partit enfront un combinat del Chelsea. La inauguració oficial fou el 29 de novembre de 2007.

## Palmarès
- Quarta Divisió anglesa:
  - 2007-08[3]
- Football League Trophy:
  - 2007-08[4]